# Курне (селище)
Курне— селище в Україні, у Житомирському районі, Житомирської області. Входить до складу Курненської сільської громади. Населення становить 740 осіб станом на 01.01.2021 р.

## Історія
Виникло як поселення при однойменній залізничній станції і взято на облік 27 червня 1969 року.
Колишній орган місцевого самоуправління - Курненська сільська рада.